# Eleutherodactylus vilarsi
Eleutherodactylus vilarsi (tên tiếng Anh: Ranita Selvatica Comun) là một loài ếch trong họ Leptodactylidae.
Loài này có ở Brasil, Colombia, Peru, Venezuela, và có thể cả Guyana.
Các môi trường sống tự nhiên của chúng là các khu rừng ẩm ướt đất thấp nhiệt đới hoặc cận nhiệt đới, vườn nông thôn, và các khu rừng trước đây bị suy thoái nặng nề.